# Attaque de Chinégodar
Guerre du Sahel
Batailles
- Tlemss
- 1re Tilwa
- Tabankort
- Ouraren
- Adrar Bouss
- Agadez et Arlit
- Tchibarakaten
- Mangaïzé
- Tazalit
- 1re Bani Bangou
- 2e Tilwa
- Wanzarbé
- Abala
- Midal
- 1re Tongo Tongo
- 1re Ayorou
- 2e Tongo-Tongo
- Baley Beri
- 1re Inates
- 2e Inates
- Sanam
- Chinégodar
- 2e Ayorou
- 2e Bani Bangou
- Taroun
- Torodi
- Adabda
- Intagamey
- Koutougou
- Tabatol
- Takanamat
- Teguey
- Chatoumane

L'attaque de Chinégodar ou attaque de Chinagodrar a lieu le 9 janvier 2020, pendant la guerre du Sahel.

## Déroulement
Le 9 janvier 2020, les djihadistes attaquent le camp militaire de Chinégodar, un village de la région de Tillabéri situé à 10 kilomètres de la frontière malienne,. Les assaillants arrivent à bord de véhicules et de motos. Comme lors de l'attaque d'Inatès, commise un mois auparavant, les djihadistes commencent l'attaque par des tirs d'obus et détruisent le réseau GSM dans le village de Dareydey. L'assaut du camp est ensuite lancé par deux groupes de combattants : l'un par l'ouest avec les véhicules lourds, l'autre par l'est, du côté de la forêt de Ikrafane, avec les motos.
Cependant les militaires nigériens donnent l'alerte par radio et des forces aériennes interviennent rapidement : des Mirage 2000 français et des drones armés américains MQ-9 Reaper,. Les Mirage effectuent un « show of force » qui fait fuir les assaillants, mais ils n'effectuent pas de frappes, les combattants étant trop imbriqués. Les drones mènent en revanche deux frappes : l'une sur un groupe de véhicule en fuite près de la frontière malienne, l'autre sur un groupe de motos,.
L'attaque des djihadistes est repoussée à 13 heures selon le gouvernement nigérien,.
Le 14 janvier, la Province d'Afrique de l'Ouest de l'État islamique revendique l'attaque,. Contredisant les affirmations du gouvernement nigérien, le groupe djihadiste affirme avoir « brûlé des casernes », avoir emporté « en butin des véhicules, des armes et des munitions », et que « les moudjahidin sont ensuite retournés à leur position ». Elle diffuse également plusieurs photos montrant ses combattants à l'intérieur de la base.

## Pertes
Le soir de l'attaque, le porte-parole du ministère de la Défense, le colonel Souleymane Gazobi, annonce que le bilan est de 25 morts et six blessés « côté ami », tandis que « 63 terroristes » ont été tués,.
Cependant le 11 janvier, l'agence Reuters indique que selon des sources sécuritaires, le bilan s'est alourdit à 89 morts du côté de l'armée nigérienne,. Les corps sont enterrés à Niamey, au Carré des martyrs.
Le soir du 12 janvier, le porte-parole du gouvernement, Zakaria Abdourahame, confirme que le bilan des pertes nigériennes est passé à 89 morts après ratissage, tandis que les pertes des djihadistes sont portées à 77 morts,.
Dans son communiqué de revendication, l'État islamique déclare pour sa part que 100 soldats nigériens ont été tués lors des combats. Il ne reconnaît également que cinq morts dans ses rangs.

## Conséquences
Le 13 janvier, le gouvernement nigérien annonce le limogeage du chef d'état-major des armées, le général Ahmed Mohammed (de), et le chef d'état-major de l'armée de terre, le général Abdou Sidikou Issa, qui sont remplacés par le général de division Salifou Modi et le général de brigade Seidou Bagué.
Plusieurs centaines d'habitants de Chinégodar, principalement d'anciens réfugiés maliens de 2012, fuient la région et se réfugient à Andéramboukane, au Mali.